# الإنيادة
الإنيادة (باللاتينية: Aenē̆is) قصيدة ملحمية لاتينية تروي سيرة البطل إينياس الطروادي بعد فراره من سقوط طروادة وسفره إلى إيطاليا، حيث أصبح سلف الرومان. نظم القصيدة الشاعر الروماني فيرجيل بين 29 و19 ق.م في 9896 بيتًا من الشعر سداسي التفعيلة. تحكي الأناشيد الست الأولى من الأناشيد الاثني عشر رحلة إينياس من طروادة إلى إيطاليا، ويحكي النصف الثاني من القصيدة انتصار الطرواد في النهاية على اللاتينيين، الذين ضمهم إينياس وتابِعوه الطرواد إلى حظيرتهم.
كان البطل إينياس حديث الأساطير اليونانية الرومانية بالفعل إذ ذُكر في الإلياذة، فجمّع فيرجيل القصص المفككة لرحلات إينياس، وارتباطه الغامض بتأسيس روما، ووصفه كتمثيل لأداء الواجب الروماني، وابتدع إينياس كأسطورة بدء أو ملحمة قومية تربط بين روما وأساطير طروادة، وفسر الحروب البونيقية، ومجّد القيم الرومانية التقليدية، وأضفى الشرعية على السلالة اليوليوكلاودية كأحفاد لمؤسسي وأبطال وآلهة روما وطروادة.
تُعتبر الإنيادة رائعة فيرجيل وإحدى أعظم الأعمال الأدبية اللاتينية على الإطلاق.

## الأسطورة وأصولها
| للسلاح أغني وللرجل الذي كان أول من جاء به القدر شريدًا من سواحل طروادة إلى إيطاليا وشواطئ لافينيوم |
| —مطلع الإنيادة، فيرجيل.                                                                           |

يمكن تقسيم الإنيادة إلى نصفين بالنظر إلى موضوع الأناشيد 1-6 (رحلة إينياس إلى لاتيوم في إيطاليا) المقترن عادة بأوديسة هوميروس، والأناشيد 7-12 (الحرب في لاتيوم) التي تعكس الإلياذة. يوحي انقسام القصيدة إلى نصفين بسعي فيرجيل إلى مزاحمة هوميروس بتناول كل من موضوع الترحال في الأوديسة وموضوع الحرب في الإلياذة، وإن كان هذا التناظر تقريبيًا وله قيوده التي علينا أخذها في الاعتبار.
تسبق أسطورة مغامرات إينياس بعد سقوط طروادة فيرجيل بقرون عدة، وإن كان فيرجيل هو من صاغ قصة الهرب من طروادة وإيجاده وطنًا له في إيطاليا ليصبح جد الرومان في الأخير. حاول المستعمرون اليونانيون، مع زيادة استيطانهم في القرن السادس ق.م، ربط وطنهم الجديد والشعوب التي وجدوها به بأساطيرهم السابقة كالأوديسة التي قصت رحلات أوديسيوس في أراضٍ بعيدة فوفرت لهم الرابط المنشود. لا تعكس قصة إينياس عناصر رومانية فحسب، وإنما عناصر يونانية وإتروسكانية ولاتينية كذلك. منحت طروادة سردًا ملائمًا للمستعمرين اليونانيين في ماجنا غراسيا وصقلية الذين سعوا لربط وطنهم الجديد بهم، وللإتروسكانيين الذين كانوا أول من تبنى قصة إينياس في إيطاليا، وسرعان ما ربطوا أنفسهم به.
قدمت المزهريات اليونانية منذ القرن السادس ق.م أدلة على التمثيل اليوناني الأسطوري لإينياس كمؤسس لوطن جديد في إتروريا قبل فيرجيل بزمن طويل، كما عُبد إينياس في لافينيوم، المدينة التي أسسها. يشير اكتشاف ثلاثة عشر مذبح كبير في لافينيوم إلى التأثير اليوناني المبكر منذ القرن السادس وحتى الرابع ق.م. حدث الاتصال بين الرومان والمستعمرين اليونانيين في القرون التالية، والذي أفضى إلى غزو الرومان لهم وتضمين أسطورة إينياس في سردياتهم الأسطورية. أغلب الظن أن الرومان أصبحوا مولعين بالأساطير اليونانية وشرعوا في تضمينها في أساطير تأسيس روما والشعب الروماني بعد الحرب ضد الملك بيروس الإبيري في 280 ق.م، إذ وفرت طروادة طريقة لدمج روما في المرويات التاريخية اليونانية كما وفرت رابطًا لليونانيين بوطنهم الجديد من قبل.

## القصة

### الرحلة إلى إيطاليا

#### الموضوع
يفتتح فيرجيل قصيدته بإفصاح عن موضوعها (Arma virumque cano – للسلاح أغني وللرجل) وابتهال لإلهات الإلهام بعد نحو سبعة أبيات من استهلال القصيدة (Musa, mihi causas memora – قصي علي ربة الشعر). يشرح بعد ذلك أسباب الصراع في القصة: سخط الإلهة جونو على الطرواد، المتسق مع دورها طوال ملحمتي هوميروس.

#### النشيد الأول: العاصفة واللجوء

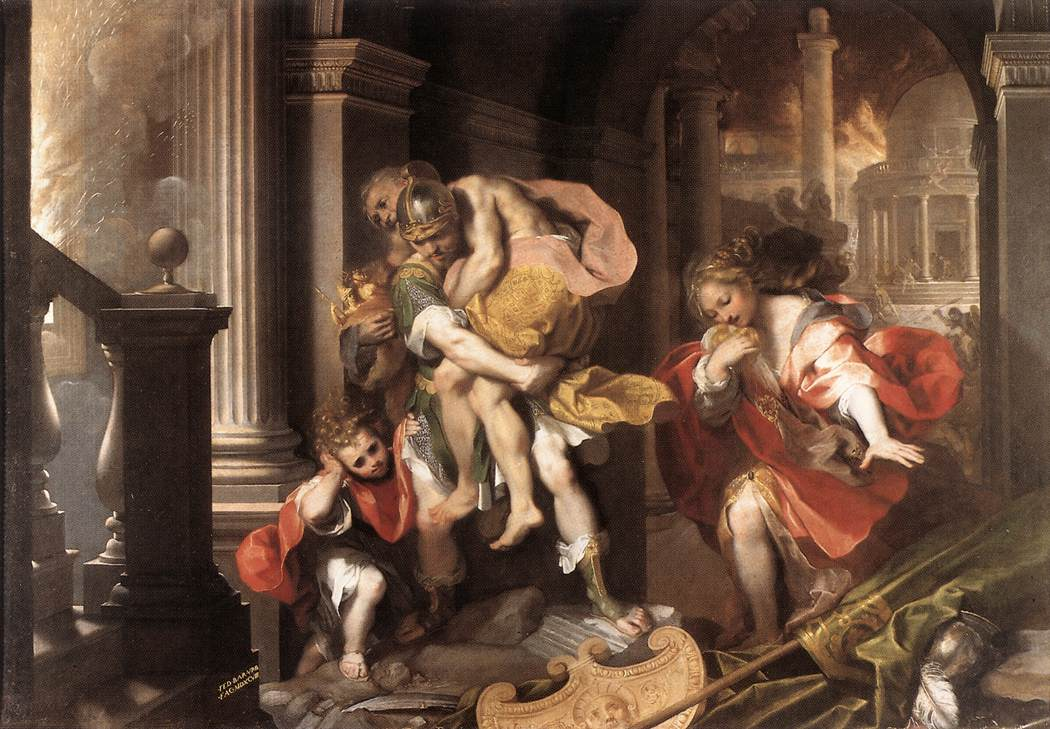
إينياس يفر من طروادة المحترقة، لوحة فديريكو باروتشي (1598)، معرض بورغيسي، روما، إيطاليا.

تبدأ القصيدة -كقصيدتي هوميروس- في صميم الموضوع، والأسطول الطروادي في شرق المتوسط مبحرًا نحو إيطاليا. إينياس على رأس الأسطول في رحلة لإيجاد وطن جديد. تقول النبوءة أنه سيبعث عرقًا شجاعًا ونبيلًا سيكون معروفًا عند كل الأمم. جونو مغضبة لأنه لم يقع عليها الاختيار في حكم باريس، ولأن مدينتها المفضلة قرطاج سيدمرها نسل إينياس، ولأن الاختيار وقع على غانيميد لتكون حاملة كأس زوجها جوبيتر بدلا من ابنتها هيبي. تهرع جونو إلى أيولوس ملك الرياح وتطلب منه أن يطلق الرياح العاصفة في مقابل أن تزوجه نريدة، أجمل حوريات البحر. يوافق أيولوس على العرض ويطلق الريح التي تفتك بأسطول إينياس.
يلحظ نيبتون الأمر، ورغم أنه ليس مناصرًا للطرواد لكنه غضب من تدخل جونو في مملكته، فأسكن الريح وأهدأ المياه وضمن للطرواد ألا تصيبهم الريح إلا معاقبين. لجأ الأسطول إلى ساحل شمال أفريقيا، حيث استنهض إينياس عزيمة رجاله بأنهم واجهوا ظروفًا أشد قسوة من قبل. تستحثه أمه فينوس -في صورة صيادة تشبه الإلهة ديانا- وتقص عليه تاريخ قرطاج. تجرأ إينياس أخيرًا على دخول المدينة وطلب عون الملكة عليسة في معبد جونو. أسس المدينة لاجئون من صور منذ وقت قليل والتي ستصبح لاحقًا إمبراطورية عظمى منافسة لروما.
كانت فينوس تحيك خططها الخاصة، فأخبرت ابنها كيوبيد أن يتشبه بأسكانيوس (ابن إينياس وزوجته الأولى كريوسا) ويذهب إلى عليسة ليقدم لها هدايا الضيف لتستضيفه. وبينما تحتضن عليسة ابنها في وليمة على شرف الطرواد، أضعف كيوبيد حبها لزوجها سيكايوس الذي قتله أخوها بجماليون في صور، وبعث حب إينياس في قلبها.

#### النشيد الثاني: حصان طروادة ونهب المدينة

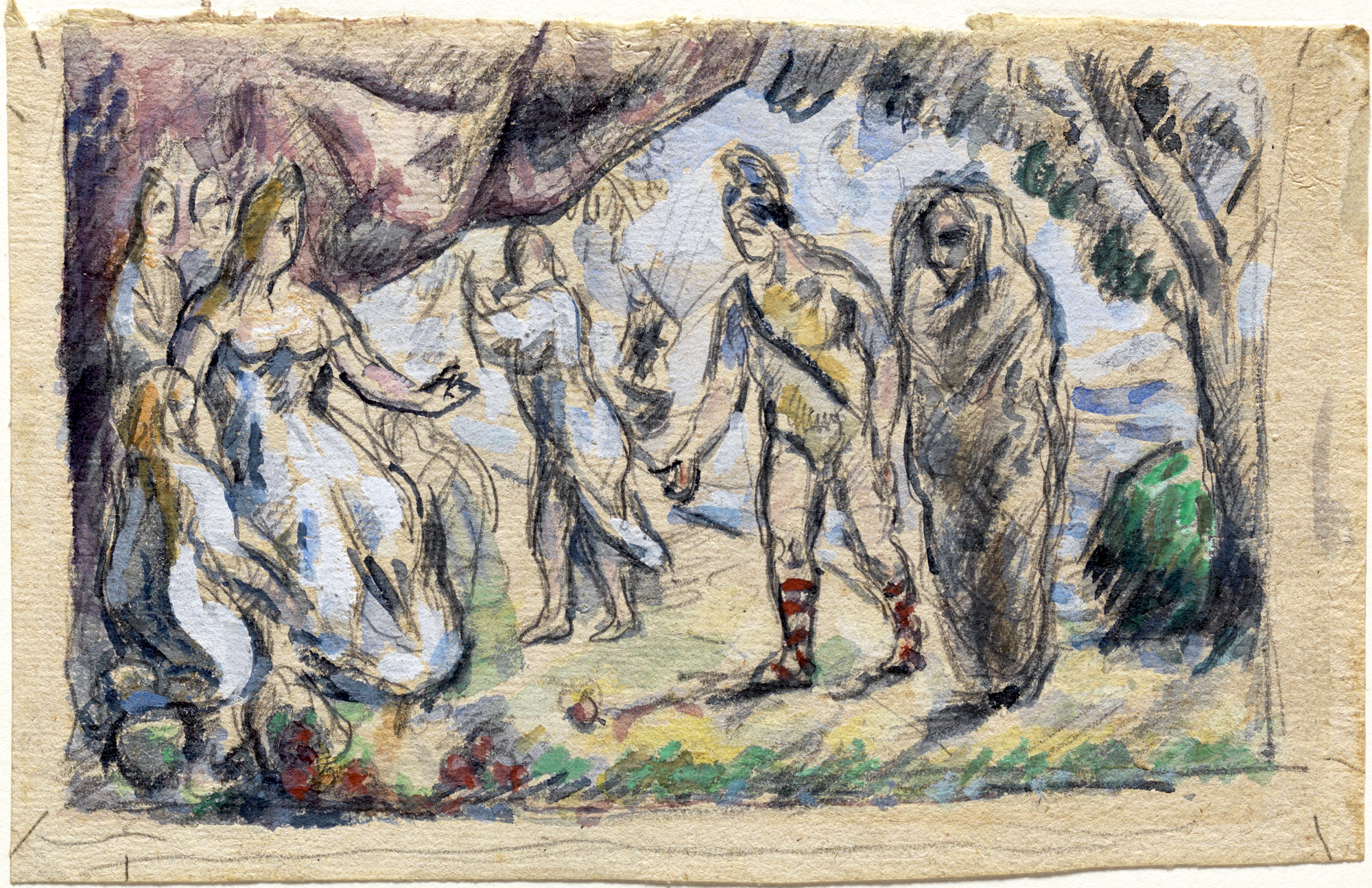
إينياس يقابل ديدو في قرطاج، لوحة بول سيزان، 1875، متحف جامعة برينستون للفنون.

يقص أوديسيوس في النشيد الثاني والثالث لديدو الأحداث التي أفضت إلى قدوم الطرواد، بداية من نهاية الحرب الموصوفة في الإلياذة. دبر أوديسيوس المحتال طريقة لإدخال الجنود اليونانيين داخل أسوار طروادة الحصينة بتخبئتهم في حصان خشبي ضخم. تظاهر اليونانيون بالإبحار تاركين خلفهم سينون ليخدع الطرواد للاعتقاد بأن الحصان هدية وأن الطرواد سيغزون أرض اليونانيين إن أدخلوه داخل طروادة. أدرك الكاهن الطروادي لاوكون حقيقة الحصان وحثهم على تدميره، لكنه لم يلق آذانًا مصغية، فقذف برمحه نحو الحصان. بزغت حيتان من البحر وابتلعتا لاوكون وابنيه، وهو ما اعتبره الطرواد عقابًا من الآلهة. أخذ الطرواد الحصان داخل مدينتهم الحصينة، ليخرج الجنود منه ليلًا ويفتحوا أبواب المدينة لليونانيين الذين دلفوا إلى المدينة وذبحوا الطرواد.
أتى هكطور في الحلم لإينياس ونصحه بالفرار مع عائلته، الذي استيقظ ليكتشف ما يحدث لمدينته الحبيبة. حاول إينياس قتال العدو بادئ الأمر لكنه خسر أصدقاءه وبقي وحيدًا يدفع الإغريق، وشهد قتل بيروس ابن أخيل لبريام. ظهرت له أمه فينوس وقادته إلى منزله. قص إينياس هروبه مع ابنه أسكانيوس وزوجته كريوسا ووالده أنشيص، بعد عدة طوالع (احتراق رأس أسكانيوس دون أن يُصاب بأذى، هزيم رعد وشهاب). لاحظوا فقدهم كريوسا عند بوابة المدينة ليدلف إينياس إلى المدينة ليبحث عنها، ليقابل روحها التي تخبره أنه مقدر له أن يصل هسبريا حيث تنتظره زوجة ملكية.

#### النشيد الثالث: الترحال

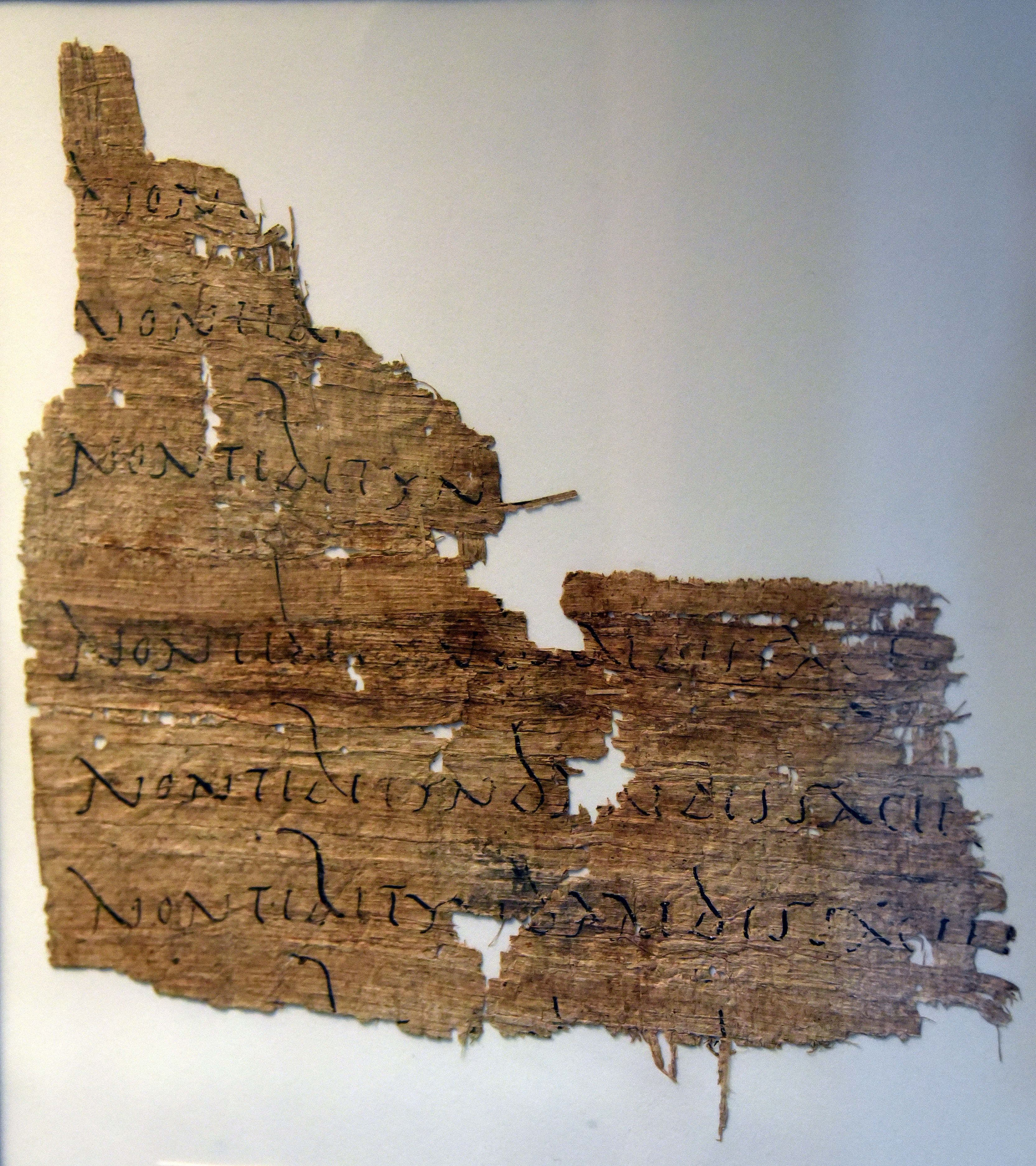
بردية حوارة 24 والتي تحوي بيتًا من إنيادة فيرجيل مكررة سبع مرات (كتمرين غالب الأمر). النشيد الثاني البيت 601، من القرن الأول الميلادي. من حوارة، مصر. البردية معروضة في المتحف البريطاني بلندن.

يكمل إينياس القص لديدو كيف حشد الناجين وبنوا أسطولًا أبحروا به ونزلوا بمناطق مختلفة من المتوسط: تراقيا حيث وجدوا رفات بوليدوروس الطروادي، وديلوس حيث أخبرهم أبولو أن يغادروا بحثًا عن أرض أسلافهم، وكريت التي ظنوها هذه الأرض وحيث بنوا مدينتهم بيرغاميا قبل أن يهجروها مسرعين بعد أن أثبت الطاعون لهم أنها ليست لهم، ستروفادس حيث قابلوا الهاربي كيلانو التي أخبرتهم أن يغادروا جزيرتها بحثًا عن إيطاليا وإن تكهنت لهم أنهم لن يجدوها حتى يجبرهم الجوع على أكل ألواحهم، وبوترنت التي بُنيت في محاولة لتكرار طروادة. قابل إينياس أندروماكا زوجة هكطور في بوترنت التي وجدها تنوح على فقد زوجها ووليدها، كما قابل هيلينوس ابن بريام الذي يمتلك القدرة على التكهن والذي أخبر إينياس بمستقبله وقدره وأن الآلهة تنصحه بالبحث عن أرض إيطاليا (المعروفة أيضًا باسم هسبريا أو أوسونيا) التي لن يزدهر نسله فيها فحسب، وإنما سيحكمون العالم المعروف كله. نصحه هيلينوس أخيرًا بالتوجه إلى سيبل في كوماي.
يغادر إينياس بوترنت ويبحر في البحر المفتوح حتى يبلغ صقلية حيث علق في دوامة كاريبديس التي دفعته في عمق البحر. نزل إينياس وبحارته أخيرًا بأرض صقلوب حيث قابلوا أخامينيدس اليوناني، أحد رجال أوديسيوس والذي تركه أوديسيوس ورجاله خلفهم بعد هربهم من كهف بوليفيموس. أخذ إينياس أخامينيدس معه وهربوا بالكاد من البوليفيموس. يموت والد إينياس موتته الطبيعية. يتجه إينياس صوب إيطاليا لكنه ينزل بقرطاج بعد عاصفة. ينهي إينياس قصص ترحاله للملكة ديدو هنا.

#### النشيد الرابع: مصير الملكة ديدو

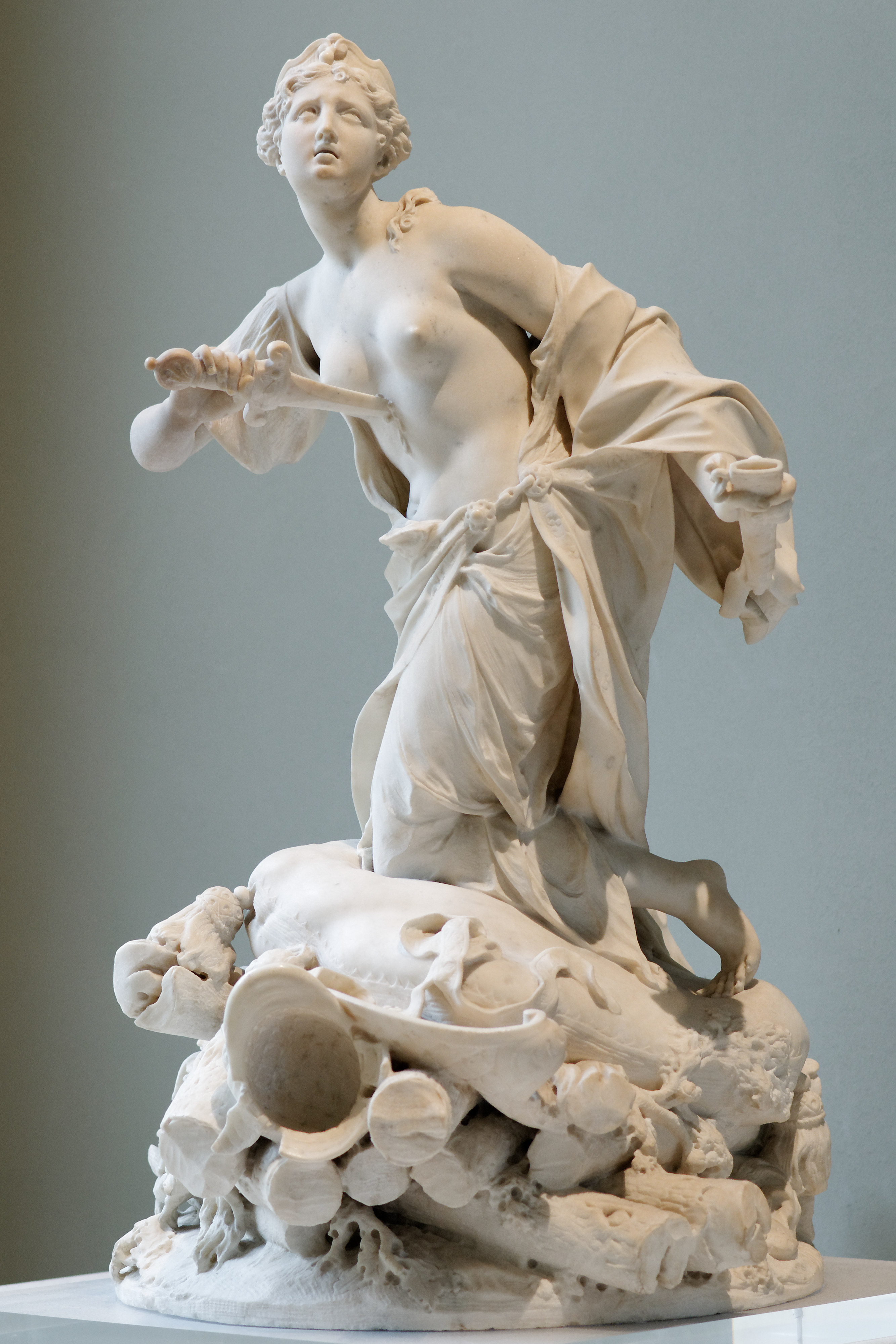
انتحار الملكة ديدو (النشيد الرابع)، منحوتة كلود أوغسطين كايو (1667-1722).

أدركت ديدو أنها وقعت في حب إينياس. تنتهز جونو الفرصة لعقد اتفاق مع فينوس أم إينياس، بهدف إلهاء إينياس عن قدره بتأسيس مدينة في إيطاليا. نزع إينياس إلى مبادلة ديدو الحب. تقودهما عاصفة أثناء رحلة صيد إلى كهف صغير يمارسان الجنس فيه، ثم تترأس جونو ما اعتبرته ديدو مراسم زواج.
تذيع فاما (تجسيد الإشاعات) خبر زواج إينياس وديدو حتى وصل إلى الملك يارباس، الذي سعى من قبل إلى الزواج من ديدو لكنها رفضت، فيتضرع إلى أبيه جوبيتر أنه لم يُجازى بما يستحق على عبادته له. يرسل جوبيتر ميركوري ليذكر إينياس بواجبه، ليصبح الفراق خياره الأوحد.
تكتشف ديدو محاولة إينياس للرحيل سرًا كما أخبره ميركوري، فتستشيط غضبًا وتتهمه بالخيانة وتحثه على البقاء. يجيب إينياس بأن واجبه مهم وأنه لا يرحل على رغبة منه، لكن ديدو لا تتفهم قوله. تقتل ديدو نفسها محطمة القلب فوق محرقة جثث بطعن نفسها بسيف إينياس. تتنبأ ديدو بخصومة أبدية بين قوم إينياس وقومها: «ولينهض من عظامي منتقم يطارد الدردانيين المستوطنين بالشعلة والسيف» في إشارة ربما إلى حنبعل.

#### النشيد الخامس: صقلية
يلحظ إينياس من سطح سفينته مغادرًا الدخان المتصاعد من محرقة جنازة ديدو، ورغم أنه لم يدرك سببه لكنه اعتبره نذير شؤم بسبب الغضب الجنوني لحب ديدو.

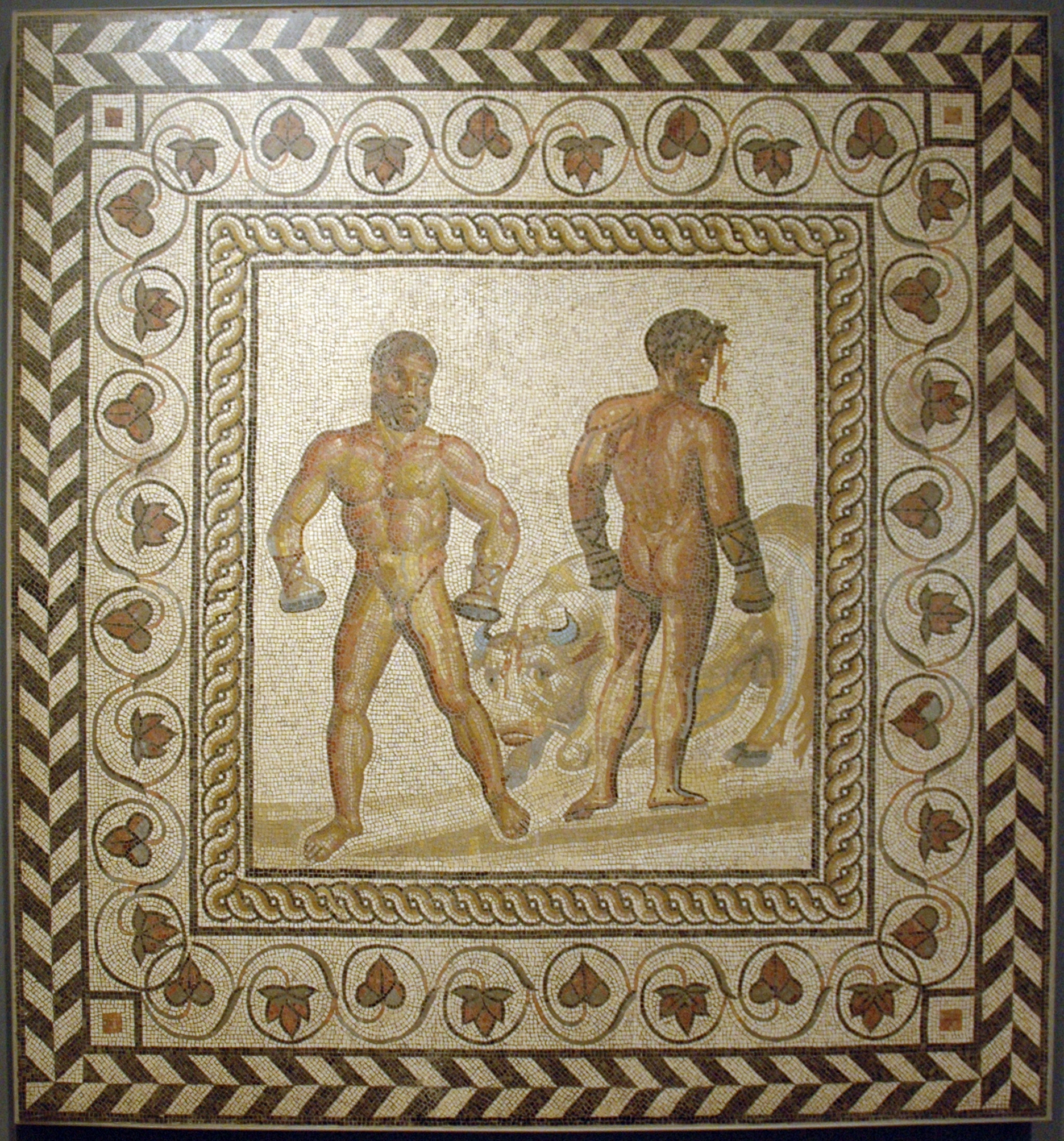
مشهد الملاكمة في الإنيادة (النشيد الخامس)، أرضية فسيفساء من القصر الغالي الروماني، فيليلور، فرنسا.

منع الطقس السيء إينياس ورفاقه من بلوغ إيطاليا، فعاد الطرواد إلى حيث بدؤوا في النشيد الأول. تقع أحداث النشيد الخامس بعد ذلك في صقلية وتسلط الضوء على الألعاب الجنائزية التي نظمها إينياس في ذكرى وفاة والده. نظم إينياس ألعابًا احتفالية للرجال كسباق قوارب، وسباق جري، ومباراة ملاكمة، ومسابقة رماية. حرص إينياس في كل تلك المسابقات على تقديم الجوائز للمنتصرين وللمهزومين حتى لا يتسرب أي شحناء بين رجاله. تشير كل من تلك المسابقات إلى حدث سابق أو تتنبأ بحدث قادم: فمباراة الملاكمة مثلا "استعراض للمقابلة النهائية بين إينياس وتورنوس"، والحمامة –هدف الرماية في مسابقة الرماية- تشير إلى مقتل بوليتس والملك بريام في النشيد الثاني ومقتل كاميلا في النشيد الحادي عشر. يقود أسكانيوس الرجال بعد ذلك في استعراض عسكري ومعركة صورية، التقليد الذي سيعلمه للاتينيين أثناء بناء جدران ألبا لونغا.
يتنكر أيرس –بإيعاز من جونو- في صورة امرأة عجوز ويحث النساء الطرواديات على حرق الأسطول لمنع الطرواد من بلوغ إيطاليا، لكن خطة جونو تبوء بالفشل بتدخل أسكانيوس وإينياس. يبتهل إينياس إلى جوبيتر ليطفئ النيران فيستجيب له بعاصفة منهمرة. يطمئن إينياس المضطرب برؤيا والده الذي يخبره بأن يذهب إلى العالم السفلي ليدرك رؤيا  لمستقبله ولمستقبل روما. يوجه جوبيتر الآلهة بأن تأخذ بالينوروس، أحد رجال إينياس وقائد سفينته ليلًا، قربانًا فيخلد إلى النوم بفعل سومنوس ويسقط من فوق السفينة في الماء.

#### النشيد السادس: العالم السفلي
ينزل إينياس، تقوده عرافة كوماي، إلى العالم السفلي. يمران بجمع من الموتى على ضفة نهر أشيرون، ويعبران النهر في عبارة خارون قبل أن يمرا بسيربيروس حامي العالم السفلي ذي الرؤوس الثلاث. يطلع إينياس على مصير الأشرار في تارتاروس وتحذره العرافة بأن ينحني لعدالة الآلهة. يقابل إينياس شبح ديدو التي ترفض المصالحة. يصل إينياس أخيرًا إلى حقول إليسيون الخضراء ويتحدث مع روح أبيه ويطلع على رؤيا تنبئه بمصير روما.

### الحرب في روما (نشيد 7-12)

#### النشيد السابع: بلوغ لاطيوم واندلاع الحرب

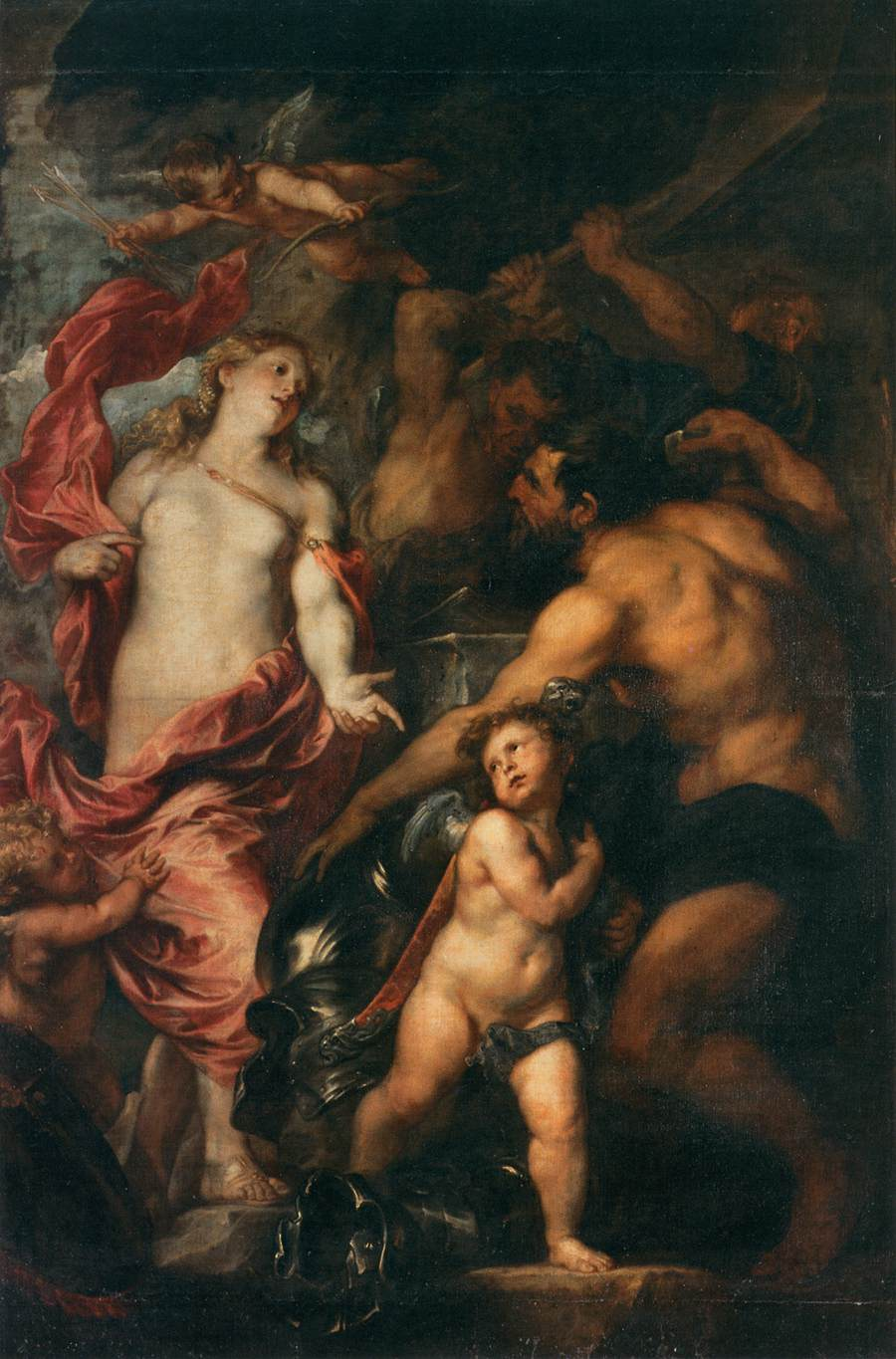
فينوس تطلب من فولكان أن يصنع الأسلحة لابنها إينياس، لوحة أنتوني فان دايك، 1630-1632.

يقود إينياس الطرواد، بعد بلوغه عالم الأحياء، إلى الاستقرار في لاطيوم، حيث اطلع الملك لاطينوس على رؤى تنبئه بمقدم غرباء وتحثه على تزويج ابنته لافينيا للغرباء، وليس لتورنوس حاكم أحد الشعوب الأصلية المعروفة باسم روتولي. استاءت جونو من موقف الطرواد الموفق فاستدعت الروح المنتقمة ألكتو من العالم السفلي لتؤجج الحرب بين الطرواد والسكان المحليين. حثت ألكتو أماتا ملكة لاطيوم وزوجة لاطينوس على طلب تزويج لافينيا من تورنوس النبيل، فأشعلت الغضب في قلب تورنوس ما دفعه لقتال الطرواد. لذا ورغم سعي إينياس إلى تجنب الحرب لكنها اندلعت في الأخير. ينتهي النشيد بذكر للمحاربين الطليان.

#### النشيد الثامن: زيارة بلانطيوم، موقع روما المستقبلية
يطلب إينياس العون من التوسكان، أعداء روتولي، قبل الحرب الوشيكة بعد رؤيا لتيبرينوس يحثه على ذلك. يقابل إينياس الملك إفاندر ملك أركاديا في مكان روما المستقبلية، ويعرض ابنه بالاس أن ينضم إلى إينياس ويقود  قواته ضد الروتولي. تطلب فينوس من زوجها فولكان أن يصنع الأسلحة لإينياس، ثم تقدمها له كهدية. كان تاريخ روما المستقبلي محفور على درع إينياس.

#### النشيد التاسع: حصار تورنوس لمعسكر الطرواد
يهاجم تورنوس معسكر الطرواد بإيعاز من جونو التي أبلغته أن إينياس بعيد عن معسكره. يغير نيزوس وإوريالوس ليلًا على معسكر تورنوس ويُقتلان. ينجح تورنوس في اليوم التالي في اختراق البوابات لكنه يُجبر على التراجع بالقفز في نهر التيبر.

#### النشيد العاشر: المعركة الأولى
ينعقد مجلس للآلهة وتشهد فيه فينوس وجونو أمام جوبيتر. يعود إينياس إلى معسكره المحاصر بصحبة حلفائه الأركاديين والتوسكان. يقضي كثيرون نحبهم في المعركة، أهمهم بالاس الذي ائتمن أفاندر إينياس عليه لكن تورنوس يقتله. يقتل إينياس ابن ميزنتيوس صديق تورنوس ويلوذ هو بالفرار. يتدارك ميزنتيوس نفسه ويواجه إينياس في مبارزة تؤدي إلى مقتله.

#### النشيد الحادي عشر: الهدنة والمعركة مع كاميليا

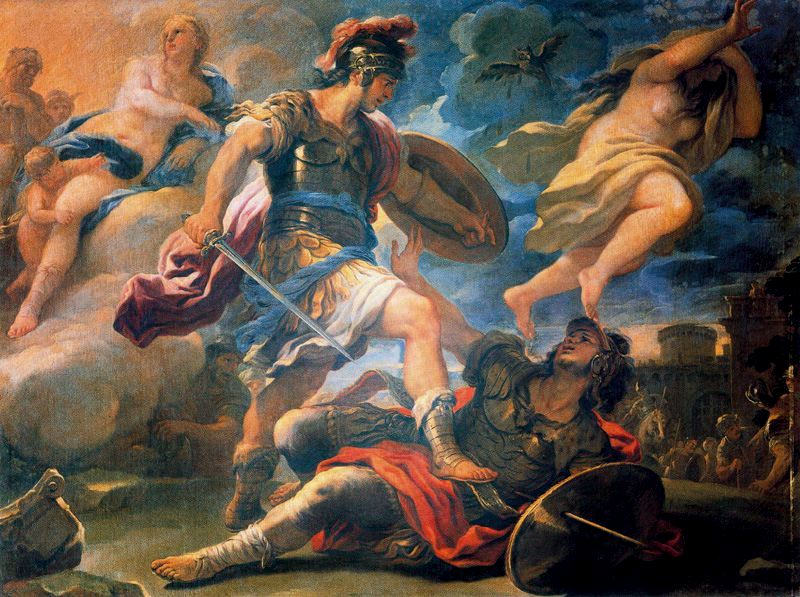
إينياس يهزم تورنوس (النشيد الثاني عشر)، لوحة لوكا جيوردانو.

تُعقد هدنة قصيرة تُقام بها مراسم جنازة بالاس، ثم تستمر الحرب. تقاتل كاميليا، الأمازونية البتول لديانا، بشراسة في المعركة لكنها تسقط قتيلة على يد سم الجبان آرونس، الذي يُقتل بدوره بنريدة ديانا.

#### النشيد الثاني عشر: المعركة الأخيرة ونزال إينياس وتورنوس
يقترح البعض نزالًا بين إينياس وتورنوس، لكن إينياس يتفوق على تورنوس بوضوح، ما يدفع الروتولي لنقض الهدنة بإيعاز من جاتورنا أخت تورنوس الإلهية. يُجرح إينياس بسهم لكن أمه فينوس تشفي جرحه فيعود إلى المعركة. هيمن إينياس وترونوس على المعركة كل من جانبه، لكن إينياس يقدم على هجوم جرئ على مدينة لاطيوم، دافعًا الملكة على الانتحار شنقا خوفًا من الأسر، فيُجبر تورنوس على النزال. تخون تورنوس قواه عند محاولته إلقاء صخرة فيخترق رمح إينياس فخذه. سقط تورنوس على ركبتيه يستجدي إينياس ليبقي على حياته. تنتهي الملحمة بإينياس وهو يرغب في إجابة تورنوس والإبقاء على حياته لكنه يلحظ ارتداء تورنوس لطوق صديقه بالاس، فيقتله في حنق شديد.

## الاستقبال
يسلط نقاد الإنيادة الضوء على عدة قضايا، فالجو العام للقصيدة مثار جدل كبير إذ يرى البعض أن القصيدة متشائمة لأبعد حد وهدامة لنظام أغسطس، بينما يرى البعض الآخر أنها احتفاء بالسلالة الإمبراطورية الحديثة. يستخدم فيرجيل الرمزية لنظام أغسطس، بل إن بعض العلماء ذهبوا إلى التشبيه بين أغسطس وإينياس، فأحدهما مؤسس روما والآخر أعاد تأسيسها. كذلك لاحظ البعض دافعًا غائيًا نحو ذورة في جنبات الإنيادة. القصيدة محفوفة بالنبوءات عن مستقبل روما، وأفعال أغسطس، وأسلافه، وأعلام الرومان، والحروب البونيقية، حتى إن درع إينياس حُفر عليه انتصار أغسطس في أكتيوم في 31 ق.م. تسلط بعض الدراسات الضوء على شخصية إينياس الذي يبدو متذبذبًا بين عواطفه وواجبه في نبوءة تأسيسه روما، فيلحظ النقاد انهيار تحكم إينياس في مشاعره في آخر القصيدة عندما يقدم إينياس "الخير الصالح" على ذبح المحارب اللاتيني تورنوس بلا هوادة.
يبدو أن الإنيادة حققت نجاحًا كبيرًا، إذ قيل أن فيرجيل تلا النشيد 2 و4 و6 على مسمع أغسطس وأن أخت أغسطس أوكتيفيا فقدت وعيها عندما ذكر فيرجيل اسم أخيها مارسيلوس في النشيد السادس. لم تكن القصيدة قد اكتملت عند وفاة فيرجيل في 19 ق.م.

## وفاة فيرجيل وتنقيح الإنيادة

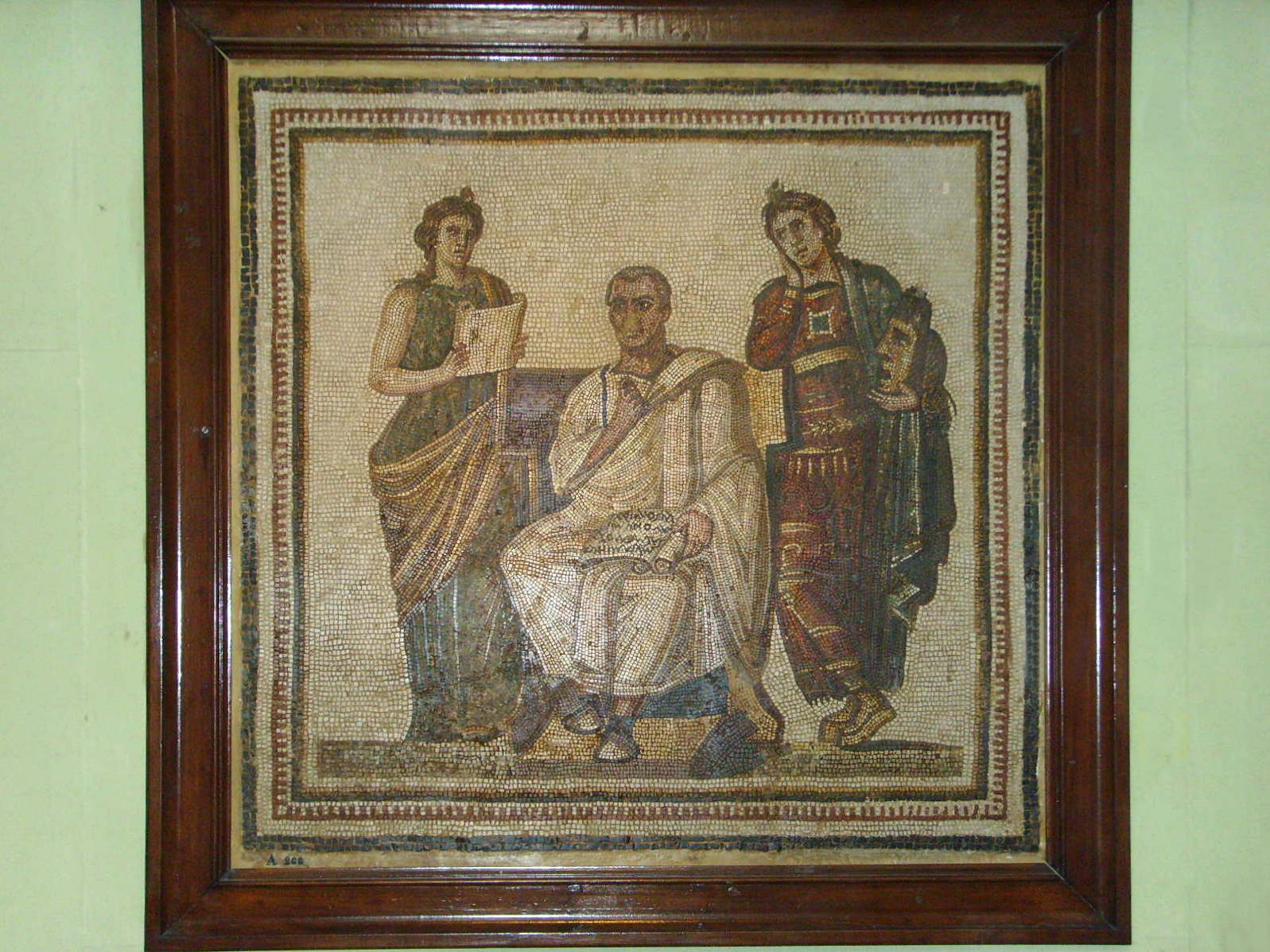
فيرجيل يحمل مخطوطة الإنيادة وتحيطه ربة الشهر كليو (التاريخ) وملبوميني (المأساة). فسيفساء رومانية من القرن الثالث الميلادي، متحف باردو، تونس.

تقول المرويات أن فيرجيل سافر إلى اليونان نحو عام 19 ق.م لتنقيح الإنيادة. قابل فيرجيل أغسطس في أثينا وقرر العودة إلى وطنه، لكنه أصيب بالحمى عند زيارته بلدة قرب ميغارا. وصل فيرجيل إيطاليا بحرًا وقد أنهكه المرض وتوفي في ميناء إبرندس في 21 سبتمبر 19 ق.م تاركًا وصيته بإحراق مخطوطة الإنيادة. أمر أغسطس أوصياء فيرجيل الأدبيين، لوسيوس فاريوس روفوس وبلوتيوس توكا، بتجاهل رغبة فيرجيل وبنشر الإنيادة بأقل تعديلات ممكنة. قد تحوي الإنيادة، لهذا السبب، بعض الأخطاء التي انتوى فيرجيل تصحيحها قبل النشر، أبرزها ربما بعض الأبيات غير السليمة وزنًا (أي أنها غير مكتملة على الوزن السداسي)، أما الأخطاء الأخرى في الإنيادة فلا تزال محل جدال.

## التاريخ
كُتبت الإنيادة في فترة تغيرات سياسية واجتماعية كبيرة في روما، إذ مزق سقوط الجمهورية والحرب النهائية للجمهورية الرومانية نسيج المجتمع الروماني، كما تدعدع إيمان كثير من الرومان بعظمة روما. بيد أن الإمبراطور الجديد، أغسطس قيصر، شرع في الإيذان بحقبة جديدة من الرخاء والسلم خاصة عبر التأكيد على القيم الأخلاقية الرومانية من جديد. اعتُبرت الإنيادة مؤكدة على هذا الهدف بتمثيل إينياس تمثيلًا بطوليًا كرجل مخلص وفي لوطنه ورفعته، بدلا من مصالحه الشخصية. تقدم الإنيادة كذلك شرعية أسطورية لحكم يوليوس قيصر، وبالتبعية لابنه بالتبني أغسطس، عبر تخليد نمط تسمية ابن إينياس، أسكانيوس، إيلوس نسبة إلى إليوم أو طروادة، ما يجعله سلف اليولييين، سلالة يوليوس قيصر وغيره من الأباطرة العظام من نسله كجزء من النبوءة التي بلغته في العالم السفلي.
دفع عدم وجود أي ذكر لزواج إينياس من لافينيا أو تأسيسه لروما بعض الكتاب كالشاعر الإيطالي في القرن الخامس عشر مافيو فيجيو (في كتابه النشيد الثالث عشر للإنيادة الذي طُبع على نطاق واسع في عصر النهضة)، وبيير كانديدو ديتشمبريو (رغم أنه لم يكمل محاولته)، وكلاوديو سالفوتشي (في قصيدته اللافينيادة في 1994)، وأورسولا لي غوين (في روايتها لافينيا في 2008)، دفعهم جميعًا إلى تأليف تتمة خاصة بهم.
رغم طبيعة الإنيادة المصقولة والمعقدة (تخبرنا المرويات أن فيرجيل كتب ثلاثة أبيات من القصيدة في اليوم)، تخبرنا الأبيات غير المكتملة ونهايتها المفاجئة أن فيرجيل قد مات قبل أن يكملها. تقول بعض المرويات أن فيرجيل، خوفًا من أن يموت قبل أن يكمل قصيدته وينقحها، أخبر أصدقاءه (بما في ذلك الإمبراطور حينها أغسطس قيصر) بأن يحرقوا الإنيادة عند موته، لعدم اكتمالها ولأنه كره بعض أحداث النشيد الثامن حيث يمارس فيه فينوس وفولكانوس الجنس بما يتعارض مع القيم الأخلاقية الرومانية. لم يذعن الأصدقاء لرغبة فيرجيل بل إن أغسطس نفسه أمرهم بتجاهلها. نُشرت الإنيادة بتعديلات بسيطة بعد ذلك. يتمتع النص بوحدة كبيرة ونسخ أقل لأنه نُقل مكتوبًا لا شفهيًا، عكس كثير من الأعمال الأدبية الأخرى.

## الأسلوب

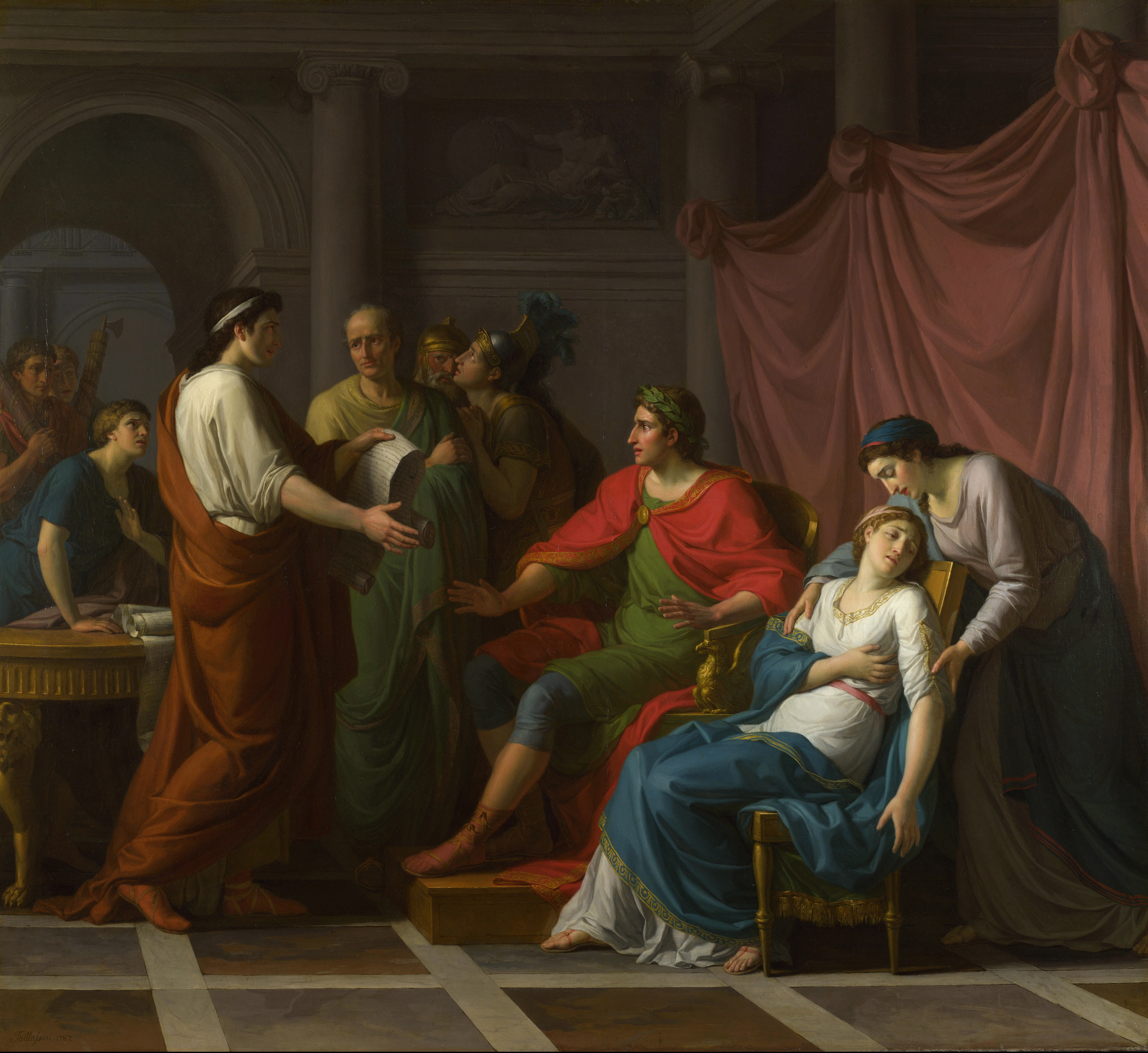
فيرجيل يقرأ الإنيادة على أغسطس وأوكتافيةس، لوحة جان جوزيف تايلاسون، 1787، المعرض الوطني بلندن.

يعتمد الوزن الشعري هنا –كما في غيره من الأشعار اللاتينية القديمة- على طول المقاطع لا على النبرة، وإن كان التفاعل بين الوزن والنبرة مهمًا كذلك. استخدم فيرجيل أيضًا الأساليب الشعرية مثل الجناس والمحاكاة الصوتية والمجاز المرسل والجناس المصوت، كما استخدم التجسيد والاستعارة والتشبيه في قصيدته عادة لإضافة المأساة والتوتر إلى المشهد. نجد مثالًا للتشبيه في النشيد الثاني حيث شبهه فيرجيل براعي الغنم الذي يقف على قمة صخرة غير واعٍ بما يُحاك حوله، فكما الراعي يحمي غنمه يحمي إينياس قومه.

### البناء
كُتبت الإنيادة –كباقي الملاحم القديمة- في وزن شعري سداسي: إذ يتكون كل بيت من ست تفعلات (مقطع طويل يتبعه مقطعان قصيران) وإسبوندية (مقطعان طويلان). تتكون القصيدة من اثنتي عشر نشيد مقسمة إلى ثلاثة أقسام كل منها أربعة أناشيد على التوالي: ديدو، وصول الطرواد إلى إيطاليا، الحرب مع اللاتينيين. يحوي كل نشيد 700-900 بيت. تنتهي الإنيادة نهاية مفاجئة لذا فقد افترض المؤرخون أن فيرجيل توفي قبل أن يكملها.

## التأثير
تُعد الإنيادة حجر زاوية في المرجعية الأدبية الغربية، إذ أصبحت مبكرًا –منذ القرن الثاني الميلادي على الأقل- أهم الأعمال الأدبية اللاتينية، حتى بعد انحدار الإمبراطورية الرومانية ظلت محور التعليم اللاتيني. لقد كانت الإنيادة، في الثقافة اللاتينية المسيحية، أحد الأعمال الأدبية المركزية التي خضعت للتعليقات كدراسة فلسفية وتعليمية، وكانت تعليقات نحوي القرن الرابع ماوروس سيرفوس هونوراتوس أهم تلك التعليقات وأكبرها. عُدت الإنيادة درة تاج الأدب اللاتيني كما عدت الإلياذة درة تاج الأدب اليوناني.
بإمكاننا تتبع تأثير الإنيادة في تطور الآداب الأوروبية العامية، كما في الأعمال الإنكليزية التي تأثرت بالإنيادة مثل بيوولف، وتاريخ ملوك بريطانيا، وملكة الجن، والفردوس المفقود لجون ميلتون. كذلك تأثر الشاعر الإيطالي دانتي أليغييري نفسه بالإنيادة تأثيرًا عميقًا لدرجة أن عمله الأهم الكوميديا الإلهية، الذي هو نفسه حجر زاوية في الأدب الغربي، يحوي اقتباسات من الإنيادة ويشرك المؤلف فيرجيل كشخصية أساسية إذ يقود دانتي عبر عالم الجحيم والمطهر. تأثرت القصيدة البرتغالية من القرن السادس عشر اللوسيين للويس دي كامويس تأثرًا واضحًا بالإنيادة في قصها لرحلة فاسكو دا غاما إلى الهند.
لقد كانت أهمية الأدب اللاتيني بالغة في الثقافة الغربية، إذ كانت المدرسة اللاتينية مركز التعليم الأوروبي منذ 1600 وحتى 1900. دُرس فيرجيل في هذه المدارس بإسهاب وحتى مستويات متقدمة، وفي إنكلترا في القرن التاسع عشر كانت إصدارات لفيرجيل تُمنح للمتفوقين. دُرس فيرجيل في الولايات المتحدة، وخاصة الإنيادة، في الصف الرابع من التعليم اللاتيني حتى ستينات القرن العشرين.